# Selvagens (filme)
Savages (bra/prt: Selvagens) é um filme americano de 2012 de género policial. Savages foi dirigido por Oliver Stone. Tem a base no romance com o mesmo nome, escrito por Don Winslow. O argumento foi escrito por Shane Salerno, Winslow e Stone. O filme foi lançado nos EUA a 6 de Julho de 2012. O elenco inclui Taylor Kitsch, Aaron Johnson, Blake Lively, Salma Hayek, Benicio del Toro, e John Travolta.

## Sinopse
Os melhores amigos Chon (Taylor Kitsch) e Ben (Aaron Johnson) são plantadores de cannabis e vivem em Laguna Beach, Califórnia. Chon, um antigo soldado, fez contrabando das sementes das plantas no Afeganistão. Estas sementes produziram uma variante particularmente forte de cannabis, e rapidamente surgiram vários clientes, tornando Chon e Ben muito ricos. Eles partilham Ophelia (Blake Lively) como namorada.
Enquanto Ben faz trabalhos de caridade, Chon e Ophelia recebem um vídeo de um enforcer de um cartel, Lado (Benicio del Toro), um homem que não conhecem. O vídeo mostra várias cabeças e uma motosserra, levando-os a ficar preocupados com Ben, que receiam ser uma das vítimas. Ben regressa em segurança no dia seguinte, e Chon e Ben vão encontrar-se com o cartel mexicano. Depois de recusarem uma oferta do cartel para uma parceria, Chon e Ben fazem planos com Ophelia para partirem para a Indonésia por um ano, não lhe dizendo que estão a fugir do cartel.
Chon e Ben falam a um agente DEA corrupto, Dennis (John Travolta), que os aconselha a fazerem parceria com o cartel. Entretanto Ophelia é raptada por Lado e vários membros do cartel. Chon e Ben são notificados do rapto de Ophelia com uma chamada através de Skype da líder do cartel, Elena (Salma Hayek), que ameaça prejudicar Ophelia, pedindo novamente que façam parceria com o cartel.
Chon e Ben falam com Dennis acerca da situação, mas a conversa azeda, com Chon a esfaquear Dennis na mão e a dar-lhe um soco na cara. Depois de Dennis sair furioso, Chon e Ben decidem retaliar. Com a ajuda dos amigos SEAL da Marinha de Chon, os dois atacam um camião do cartel, matando sete homens de Elena. A dupla decide mostrar Alex (Demián Bichir) aos assassinos. Com a ajuda de Dennis, eles falsificam as provas e dão-nas a Lado, que tortura o homem antes de forçar Ben a imolá-lo. Enquanto é torturado, o homem implora pela sua vida "Na cabeça de Magda", revelando a Chon e a Ben que a filha de Elena ainda está viva.
Ben e Chon subornam Dennis para os informar acerca de Magda (Sandra Echeverría), pagando 3 milhões de Dólares pela informação e o nome do seu informante no cartel de Elena. Depois de raptarem Magda, Ben e Chon falam com Elena no Skype novamente, dizendo que eles estão agora no controle. Com a vantajem sobre Elena, ambos combinam uma reunião, na qual O e Magda devem ser libertadas.
A troca ocorre no meio do deserto, com atiradores de ambos os lados preparados para disparar. Após Ophelia e Magda serem libertas, Elena pede para saber a identidade do homem que lhe revelou a localização da sua filha, e Chon diz que foi Lado. Elena tenta matar Lado, mas este dispara primeiro. Um tiroteio intenso começa, com Chon a ser atingido várias vezes. Lado é atingido nas costas por Ben, mas consegue atirar no seu pescoço antes de ser morto por Ophelia. Com Ben mortalmente atingido, Chon o injeta, injeta a si próprio e injeta em Ophelia, com uma overdose fatal para os três poderem morrer juntos.
É depois revelado que esta sequência é apenas como Ophelia imaginava que seria o decurso dos eventos. O que sucede na realidade, é que Lado rouba o carro de Elena e foge quando os agentes DEA chegam, liderados por Dennis. Todos no encontro são presos, mas como Ben possui informação incriminatória acerca de Dennis, este aponta Ben e Chon como seus informadores há seis anos, levando-os a ser libertados da prisão. Ben, Cho e Ophelia deixam o país e começam uma nova vida.

## Elenco
- Taylor Kitsch como Chon
- Aaron Johnson como Ben
- Blake Lively como Ophelia "O" Sage
- Salma Hayek como Elena Sánchez
- Sandra Echeverría como Magda
- Diego Cataño como Estéban
- Emile Hirsch como Spin
- Joel David Moore como Craig
- John Travolta como Dennis
- Demián Bichir como Alex
- Trevor Donovan como Matt
- Ralph Echemendia como Wiley
- Benicio del Toro como Miguel "Lado" Arroyo
- Gillian Zinser como Blonde Beach Girl
- Mía Maestro como Dolores
- Amber Dixon como Sofia
- Mark Davis como Snake

## Produção

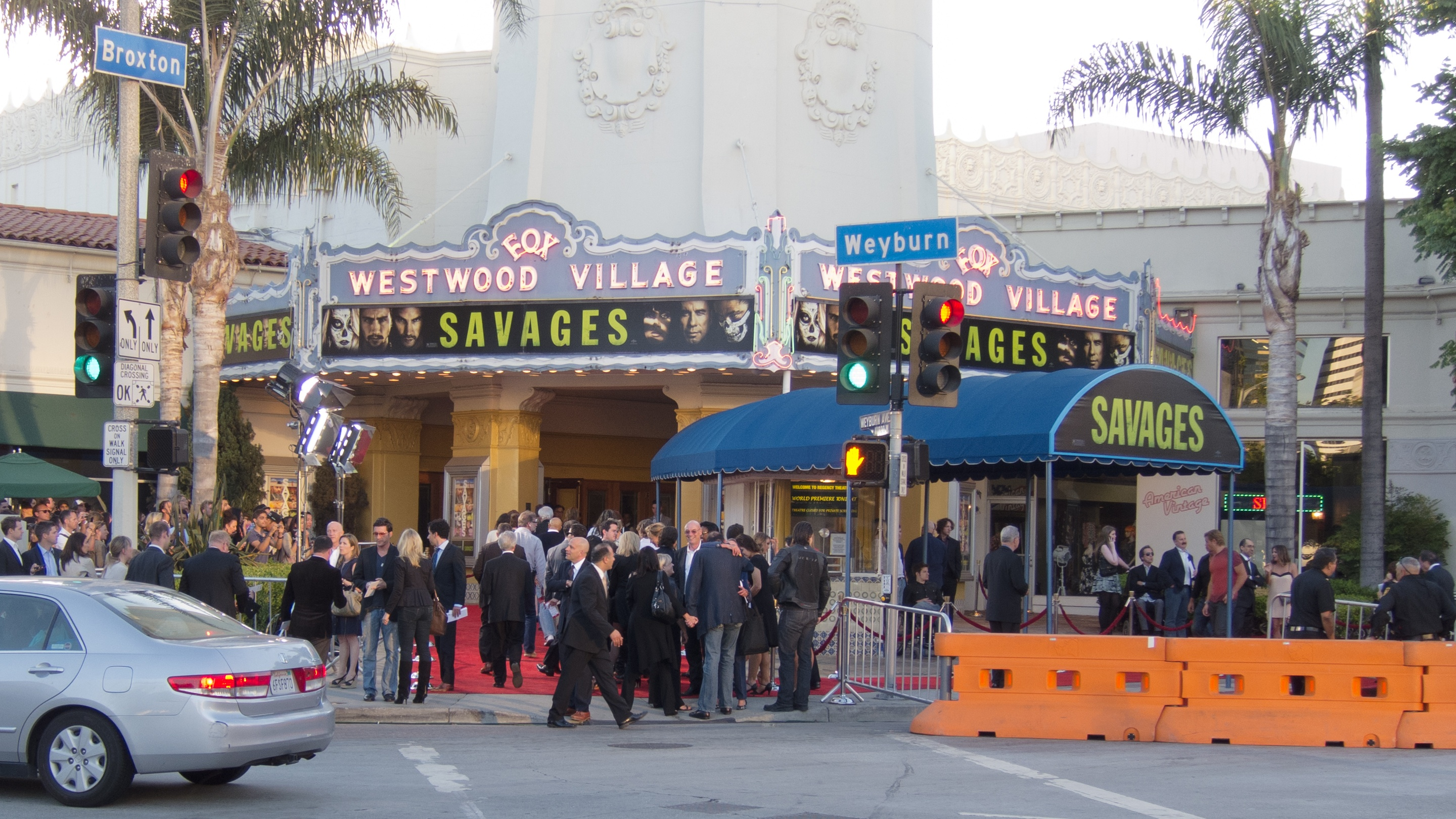
O tapete vermelho na estreia em Fox Village Theater a 25 de Junho de 2012.

Em Agosto de 2011, o filme estava a ser filmado em Pacific Palisades, um bairro de Los Angeles. As cenas de sexo foram filmadas durante os primeiros três dias. O filme entrou em pós-produção em Outubro de 2011.

### Casting
Jennifer Lawrence estava originalmente escolhida para O, mas em vez disso fez o filme The Hunger Games. Outras actrizes foram consideradas, tais como Olivia Wilde, Teresa Palmer, e Abbie Cornish. Em Abril de 2011, foi noticiado que Lively se juntara ao filme.
Antes da escolha de Taylor Kitsch para o filme, Oliver Stone pediu ao realizador Peter Berg uma amostra de 30 minutos do trabalho de Kitsch em Battleship para ver como ele era como líder, e depois de ver as filmagens, elegeu-o.
Trevor Donovan foi a uma audição para um papel que foi excluído, mas depois de ver as filmagens de Donovan, Stone escreveu propositadamente para ele uma parte que não estava no livro.
Uma Thurman desempenhou o papel de mãe de O, mas as suas cenas foram cortadas devido a limitações de tempo.